# Gabriel Hauche
Gabriel Agustín Hauche (Buenos Aires, 27 novembre 1986) è un calciatore argentino, attaccante del Temperley.

## Palmarès

### Club

#### Competizioni nazionali
- Campionato argentino: 1

Racing Club: 2014
- Supercopa Internacional: 1

Racing Club: 2022